# Nederlandse kampioenschappen schaatsen afstanden 2016 - 500 meter mannen
De 500 meter mannen op de Nederlandse kampioenschappen schaatsen afstanden 2016 werd gereden op zondag 27 december 2015 in ijsstadion Thialf te Heerenveen. Er namen twintig mannen deel.

## Statistieken

### Uitslag
| Eindklassement | Schaatser          | Tijd 1ste rit | Tijd 2de rit | Punten |
| -------------- | ------------------ | ------------- | ------------ | ------ |
| Goud           | Kai Verbij         | 34.918 (1)    | 34.983 (2)   | 69.901 |
| Zilver         | Jan Smeekens       | 34.981 (2)    | 35.047 (4)   | 70.028 |
| Brons          | Ronald Mulder      | 35.119 (4)    | 34.958 (1)   | 70.077 |
| 4              | Dai Dai Ntab       | 35.008 (3)    | 35.072 (5)   | 70.080 |
| 5              | Hein Otterspeer    | 35.739 (10)   | 35.015 (3)   | 70.754 |
| 6              | Pim Schipper       | 35.301 (5)    | 35.456 (9)   | 70.757 |
| 7              | Jesper Hospes      | 35.467 (6)    | 35.382 (7)   | 70.849 |
| 8              | Michel Mulder      | 35.626 (9)    | 35.349 (6)   | 70.975 |
| 9              | Stefan Groothuis   | 35.526 (8)    | 35.571 (10)  | 71.097 |
| 10             | Martijn van Oosten | 35.763 (12)   | 35.384 (8)   | 71.147 |
| 11             | Niek Deelstra      | 35.742 (11)   | 35.586 (11)  | 71.328 |
| 12             | Sjoerd de Vries    | 35.830 (14)   | 35.777 (12)  | 71.607 |
| 13             | Arvin Wijsman      | 36.142 (15)   | 36.110 (14)  | 72.252 |
| 14             | Oscar van Leen     | 36.240 (16)   | 36.148 (15)  | 72.388 |
| 15             | Mark Nomden        | 36.431 (18)   | 36.158 (16)  | 72.589 |
| 16             | Joep Baks          | 36.353 (17)   | 36.304 (17)  | 72.657 |
| 17             | Gijs Esders        | 36.683 (19)   | 36.106 (13)  | 72.789 |
| NC             | Aron Romeijn       | 35.790 (13)   | DQ           |        |
| NC             | Thomas Krol        | 35.490 (7)    | WDR          |        |
| NC             | Gerben Jorritsma   | DNF           |              |        |
| NC             | Joost Born         | WDR           |              |        |

Bron:
1987 · 
1988 · 
1989 · 
1990 · 
1991 · 
1992 · 
1993 · 
1994 · 
1995 · 
1996 · 
1997 · 
1998 · 
1999 · 
2000 · 
2001 · 
2002 · 
2003 · 
2004 · 
2005 · 
2006 · 
2007 · 
2008 · 
2009 · 
2010 · 
2011 · 
2012 · 
2013 · 
2014 · 
2015 · 
2016 · 
2017 · 
2018 · 
2019 · 
2020 · 
2021 · 
2022 · 
2023 ·
2024 · 
2025